# La luz del mundo (Hunt)
La luz del mundo (en inglés: The Light of the World) es un cuadro realizado por el pintor británico William Holman Hunt. Mide 125 cm de alto y 60 cm de ancho, y está pintado al óleo sobre lienzo. Data de 1853 y se encuentra en el Keble College, en la Universidad de Oxford.

## Historia

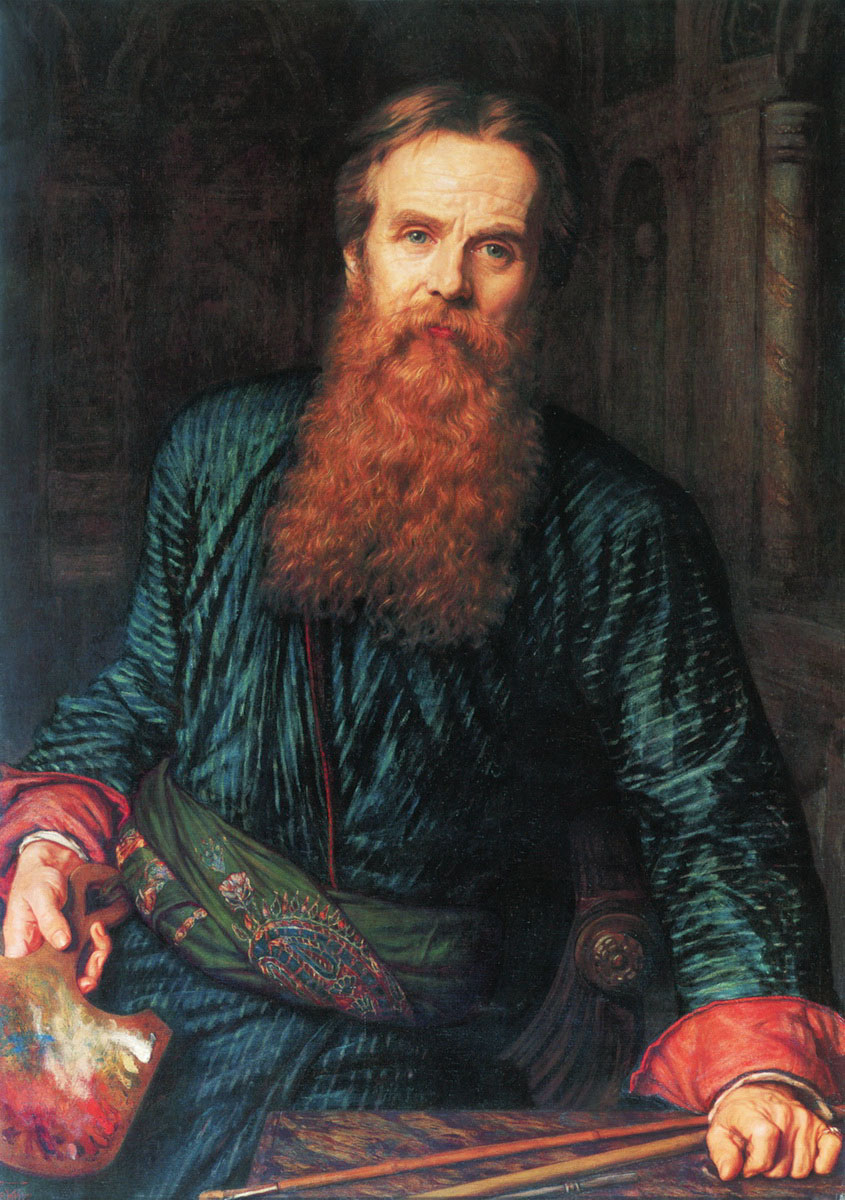
William Holman Hunt

William Holman Hunt (1827-1910) fue un pintor adscrito a la Hermandad Prerrafaelita, un movimiento pictórico británico cuyos miembros se inspiraban —como su nombre indica— en los pintores italianos anteriores a Rafael, así como en la recién surgida fotografía, con exponentes como Dante Gabriel Rossetti, Edward Burne-Jones, John Everett Millais y Ford Madox Brown. El grupo fue fundado en 1848 por un conjunto de jóvenes artistas que, descontentos con el panorama artístico de su país, querían revitalizarlo, para lo que consideraron retornar a un arte sencillo y sincero, inspiración que encontraron en el arte italiano anterior a Rafael. Se centraron en la temática religiosa, con un fuerte componente moralizante, aunque también efectuaron retratos y paisajes, con una técnica de factura clara y brillante, casi de instantánea fotográfica. Hacia 1853 el grupo estaba ya prácticamente disuelto y, de hecho, Hunt fue el que se mantuvo más fiel a sus premisas durante el resto de su trayectoria.
Los prerrafaelitas buscaban una visión realista del mundo, basada en imágenes de gran detallismo, de colores vivos y factura brillante; frente a la iluminación lateral defendida por la pintura academicista preferían una iluminación general, que convertía las pinturas en imágenes planas, sin grandes contrastes de luces y sombras.
Hunt tenía como premisa el estudio directo de la naturaleza, para lo que rechazaba las técnicas academicistas que tanto denostaban los prerrafaelitas. Su obra se caracteriza por su precisión y detallismo, así como por su contenido moral y simbólico. Desde 1854 realizó varios viajes por Egipto y Palestina para pintar con más precisión escenas bíblicas, buscando las ambientaciones originales de los hechos narrados en la Biblia.
La luz del mundo tuvo un gran éxito tras su primera exposición en la Royal Academy en 1854. Hunt elaboró el mismo año otra imagen cristológica que hacía pareja con este cuadro, El despertar de la conciencia (1853, Tate Britain, Londres), donde se representa una escena interior con una pareja de jóvenes amantes recostados sobre un diván; la muchacha mira a través de una ventana —el espectador ve el reflejo de la misma en un espejo situado detrás de la joven— y ve una luz resplandeciente que representa a Cristo, hecho que le hace despertar su conciencia religiosa.
Esta obra fue expuesta en el pabellón británico de la Exposición Universal de París de 1855. A partir de ahí se convirtió en un icono religioso y su imagen de Cristo fue una de las más populares en el siglo XIX. Según Günter Metken, es «un compendio de la moralizadora fe victoriana que prefería subrayar las culpas y las debilidades humanas en vez de la luz divina de la salvación».
El artista elaboró tres versiones de esta obra: la original, de 1853, se conserva en el Keble College de la Universidad de Oxford; en 1856 realizó otra que se encuentra en el Manchester Art Gallery; y en 1902-1904 ejecutó otra que se halla en la catedral de San Pablo de Londres.

## Descripción

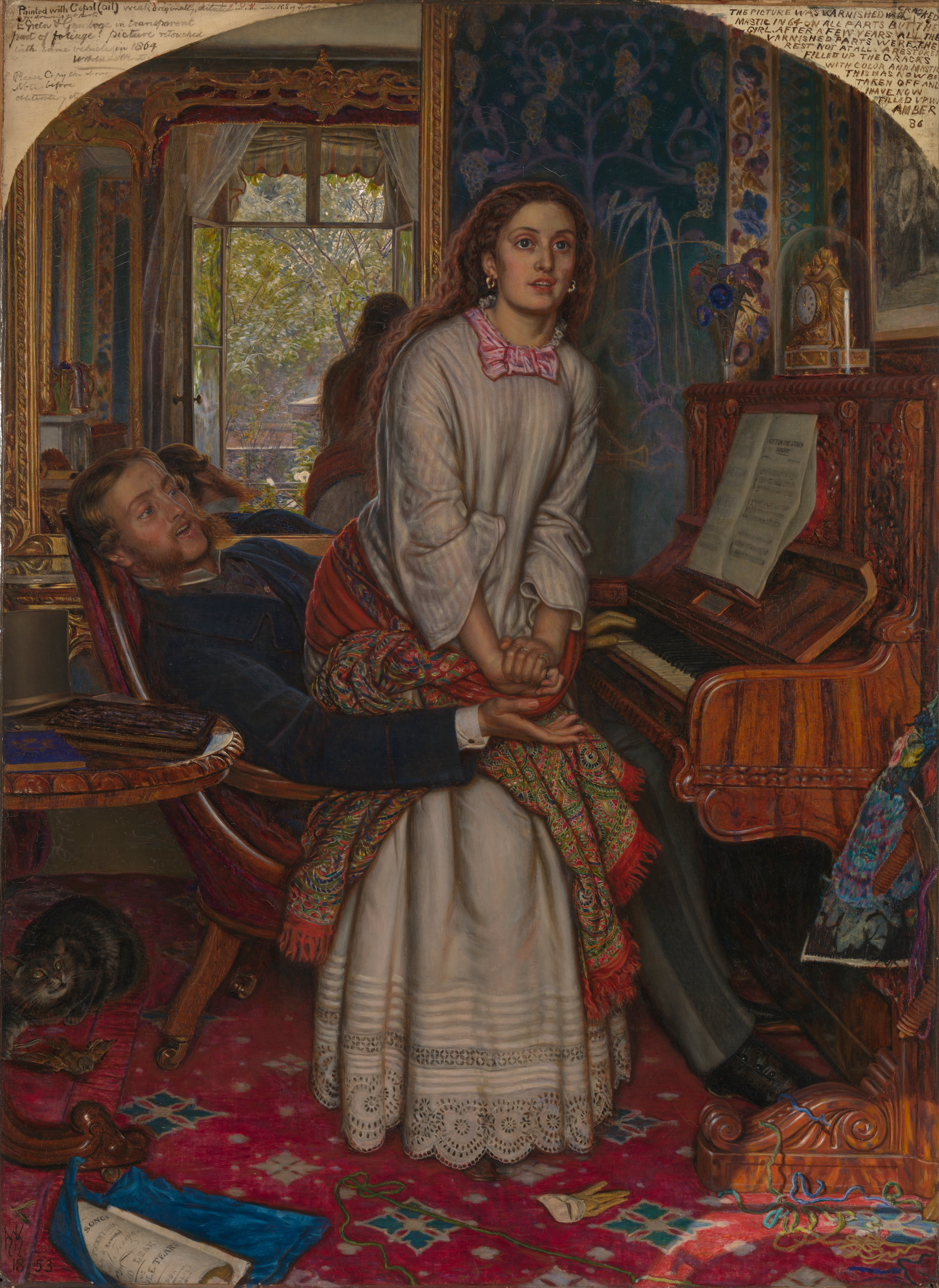
El despertar de la conciencia (1853), Tate Britain, Londres

Este cuadro está relacionado con el pasaje bíblico que identifica a Cristo con la frase «yo soy la luz del mundo, aquel que me siga no andará en las tinieblas, pues tendrá la luz de la vida» (Juan, 8:12). Cristo llama a una puerta que representa el alma humana y lleva un farol como representación física de esta luz simbólica. El hecho de llamar a la puerta se corresponde con otra cita bíblica: «¡Mira! Estoy de pie a la puerta y toco. Si alguno oye mi voz y abre la puerta, yo entraré en su casa y cenaré con él, y él conmigo» (Apocalipsis, 3:20).
La figura de Jesús es una mezcla iconográfica de profeta, rey y sacerdote, vestido con una larga túnica blanca y una capa roja con filigranas abrochada en la parte superior del pecho con un broche de joyas; lleva una corona y su cabeza resplandece con un halo luminoso. En la mano izquierda lleva un farol cuyo resplandor se refleja sobre la túnica y en la puerta a la que llama con la mano derecha. Esta puerta representa el alma humana, sobre la que han crecido zarzas y ortigas, simbolizando la cerrazón de los que se obstinan en escuchar el mensaje de Cristo. En la esquina inferior derecha hay varias manzanas tiradas en el suelo, símbolo del pecado. Tras la figura de Jesús aparecen unos árboles en una ambientación nocturna, con un cielo de iluminación lunar de color azul verdoso, en el que titilan varias estrellas. Es conocida la anécdota que Hunt pintó este cuadro a medianoche, iluminado por una lámpara de aceite.
Las escena tiene dos focos de luz, que fueron analizados por John Ruskin en una carta en The Times el 5 de mayo de 1854: una es la del farol, de un tono rojizo, que simboliza la conciencia y la revelación del pecado; la otra es la de la aureola en la cabeza de Cristo, de tono amarillo, que simboliza la paz y la salvación.
La imagen, como en el resto de obras de Hunt, tiene una factura meticulosa y detallista, ya que este pintor gustaba de recrear sus escenas hasta el más nimio detalle, con una precisión casi fotográfica. También como es habitual en su estilo el cromatismo es intenso, casi estridente, con un especial interés por los efectos luminosos, otro de los sellos distintivos del artista, que estudió con profundidad la luz artificial, como se denota en otras obras suyas ambientadas en escenarios nocturnos, como Puente de Londres en la noche del matrimonio del príncipe Carlos (1863-1866, Ashmolean Museum, Oxford).
La imagen, en su parte superior, tiene forma semicircular y en las enjutas, de color dorado, figura la inscripción latina Me non praetermisso, Domine! («No me pases por alto, Señor»). Asimismo, en la esquina derecha, figura la firma W. Holman Hunt.